# VIBES (V6のシングル)
「VIBES」（ヴァイブス）は、2008年7月30日に発売されたV6の初のDVDシングル。

## 解説
- 初回限定生産盤（DVD+CD）・通常盤（DVD+CD）の2形態でリリース。
- シングル作品ではあるものの、ミニアルバム並みの曲数（通常盤は7曲、初回限定生産盤は8曲）が収録されている。

## 収録曲

### DVD
1. Image Of "VIBES"　　　
作曲・編曲：鳥海剛史
初回生産限定盤のみ収録。
2. 「常夏VIBRATION」music clip
3. 「常夏VIBRATION」Favorite Choice Clip

### BONUS CD
1. 常夏VIBRATION
作詞・作曲・編曲：渡辺未来
コーラスアレンジ：鈴木弘明
  - TBS系「学校へ行こう!MAX」テーマソング
2. プールサイド・マーメイド
作詞・作曲：浅利進吾
編曲：陶山隼
コーラスアレンジ：鈴木弘明
3. DIVE
作詞・作曲：飯岡隆志
編曲：CHOKKAKU
4. nostalgie
作詞：Shihomi
作曲・編曲：e-lect
5. 心からの歌
作詞：キノシタトモヤ
作曲：近藤薫
編曲：Tomoki Izumiya
コーラスアレンジ：鈴木弘明
6. VOLTAGE
作詞：Miyako
作曲：BOUNCEBACK
編曲：REO
コーラスアレンジ：鈴木弘明
7. サンキュー! ミュージック!
作詞：キノシタトモヤ
作曲：HIKARI
編曲：久米康隆
コーラスアレンジ：鈴木弘明
8. きっとよくなる
作詞：キノシタトモヤ
作曲：吉川慶
編曲：Michitomo
コーラスアレンジ：鈴木弘明
初回生産限定盤のみ収録。